# NK Radoboj
NK Radoboj je nogometni klub iz Radoboja.
Trenutačno se natječe se u 1. ŽNL Krapinsko-zagorskoj.

## Povijest kluba

### Početci kluba
U drugom desetljeću 20. stoljeća u Radoboju je bilo aktivno društvo za tjelesni odgoj stanovništva. Za pisani trag o tome je sačuvana Spomen zahvalnica Društva Hrvatskog Sokola u Radoboju. Ona je dodijeljena kao članu utemeljitelju, Jospiu Bencu iz Krapine, temeljem zaključk Upravnog odbora (donijetog na sjednici održanoj 18. travnja 1929.). Tu zahvalnicu su u ime odbora potpisali: Dragutin Prelčec - starješina, Miško Jurinjak - vođa i tajnik Vjekoslav Kunštek. Uz to u sokolskom kalendaru za 1930. urednik dr. Franjo Bučar piše: 
 Uz već spomenute, kao zaslužnog je izdvojio Stjepana Miklaužića, radobojskog učitelja. Pisanih tragova o bavljenju organiziranim sportom u Radoboju, do osnivanja NK Radoboja nema. Naravno, ne računajući što se događalo za vrijeme nastave fizičke kulture u osnovnoj ili srednjoj školi. Mladi iz Radoboja koji su se željeli baviti sportom morali su otići u krapinski Zagorec ili mihovljanski Rudar. Oni koji nisu bili primljeni u klubove su se natjecali po lokalnih natkecanjima tijekom 60-ih godina 20. stoljeća. Najmasovnije takve igre organizirala je općina Krapina, kojoj Radoboj pripada, a zvale su se Radničko-športske igre. Prilikom pokretanja inicijative da se formira nogometni klub, najveći problem bilo je utvrđivanje lokacije budućeg igrališta te nalaženje novca za otkup zemlje i njegovu izgradnju. Nakon različitih prijedloga dogovoreno je da će igralište biti izgrađeno na području nekadašnjeg radobojskog rudnika sumpora. Počeli su pregovori s vlasnicima zemljišta. Da bi se dobila potrebna površina, trebalo je od osam vlasnika otkupiti 2938 četvornih hvatova zemljišta. Sredstva za otkup i uređenje zemljišta osigurala je općina Krapina i Mjesna zajednica Radoboj.
 

### Osnivanje kluba
Nakon dugotrajnih priprema Osnivačka skupština Nogometnog kluba Radoboj održana je 28. prosinca 1975. Za prvog predsjednika kluba izabran je Milivoj Ranogajec (uspješan direktor krapinske tiskare Ljudevit Gaj i rođeni Radobojčanin), Josip Borovečki izabran je za tajnika, a Gabrijelu Mežnaiću povjerena je uloga trenera. Uz njih izabrano je i desetak članova Predsjedništva i Nadzornog odbora, čime su ispunjeni svi formalni uvjeti utemeljenja Nogometnog kluba Radoboj. Uz Klub, 18. kolovoza 1976. u Savezu nogometnog područja Varaždin registrirani su igrači: Marijan Švaljek, Stjepan Tušek, Zvonko Draganić, Ivan Medvedec, Viktor Svedružić, Stjepan Potočki, Josip Grobotek, Josip Borovečki, Janko Jambrek, Andrija Jambrek, Ivan Sirovec, Zdravko Miljan i Zlatko Tušek.

### Prva sezona
Prve sezone klub se natjecao u sastavu grupe Zagorje, gdje su uz Radoboj još igrali: Pregrada, Igrišće, Matija Gubec, Iskra, Dinamo, Milengrad, Zagorec Veliko Trgovišće, Belecgrad, Partizan, Slatina i Vrh. Prvu službenu utakmicu NK Radoboj odigrao je na starom igralištu u Svetom Križu Začretje protiv Iskre iz Lobora i pobijedio rezultatom 3:2. Na kraju natjecazeljske sezone 1976./77. Radoboj je zauzeo šesto mjesto s ostvarenih 12 pobjeda, jednom neriješenom utakmicom i 9 poraza.

### Prvi uspjesi
Nakon dvogodišnjeg natjecanja u okviru grupe Zagorje - Varaždinskog nogometnog saveza, u jesen 1979. startala je Treća nogometna liga Međuopćinskog saveza Hrvatskoga zagorja. Uz Radoboj u toj su se ligi natjecali i Matija Gubec, LTV, Milengrad, Prvomajska, Partizan, Belecgrad i Vihor. 
U sezoni 1980./81. NK Radoboj igra zapaženu ulogu u Trećoj nogometnoj ligi Međuopćinskog saveza Hrvatkoga zagorja i do posljednje utakmice u Krapini protiv Igrišća nalazio se na čelu ljestvice. Za osvajanje prvog mjesta bio je potreban samo jedan bod. Na utakmicu je nogometaše prvi put pratila Limena glazba Mirna. Utakmica je održana 21. lipnja 1981. na kojoj je Igrišće s rezultatom 2:1 pobijedilo NK Radoboj. No, Radoboj se kao viceprvak plasirao u viši rang natjecanja. Tadašnja skupština SIZ-a proglasila je NK Radoboj najboljim sportskim klubom. Također jesen 1981. ostat će zapisana i po tome što je u prvenstvenom natjecanju uspješno startala juniorska ekipa.

### 1980-te
Uz manje ili više uspjeha NK Radoboj natjecao se u 2. međuopćinskoj ligi Hrvatskoga zagorja do završetka sezone 1984./85., kada jedini put u svojoj povijesti seli u niži rang - 3. ligu, gdje ostaje jednu natjecateljsku sezonu. 1987. ponovno se vraća u 2. Međuopćinsku ligu Hrvatskog zagorja, gdje ostaje do 1991. kada dolazi do reorganizacije natjecanja i Radoboj ulazi u 1. nogometnu ligu Hrvatskoga zagorja.

### 1990-te
Među novinama koje su pratile djelovanje radobojskog kluba bio je i Krapinski vjesnik u kojem je ostalo zapisano: 

Sve utakmice proljetnog dijela natjecanja 1991. godine NK Radoboj igrao je na svom igralištu. Utakmicama je redovito prisustvovalo više od 300 gledatelja, pa su tribine uvijek bile popunjene. Sportski izvjestitelj Josip Vinski s RHZK izvještava: 
 Tijekom 90-ih Radoboj je sve utakmice odigrao u gostima zbog potrebnog preuređenja igrališta te izgradnje klupskih prostorija, što je trajalo 18 mjeseci. Igralište je nogometašima predano 24. kolovoza 1994. kada je organizirano gostovanje NK Croatia (danas Dinamo). O tom je događaju Vinko Rihtar pisao u Zagorskom tjedniku: 
 Prijateljski susret završio je pobjedom gostiju 5:1. Na radobojskom su terenu u ekipi Croatie igrali: Dražen Ladić, Dževad Turković, Damir Lesjak, Dario Šimić, zvonimir Soldo, Slavko Ištvanić, Sead Halilović, Faud Šaširević, Igor Pamić, Vjekoslav Škrinjar i Mario Novaković, a u drugom poluvremenu: Tomislav Butina, Dalibor Poldrugač, Elvis Scoria, Dražen Boban, Silvio Marić i Josip Šimić. 
Sezona 1994./95. donijela je ponovno radost igračima i navijačima NK radoboja jer je osvojio prvo mjesto. Za taj uspjeh klub je dobio i priznanje Krapinsko-zagorske županije. O tom je supjehu pisao i zagorski tjednik: 
U godinama koje slijede radobojski nogometaši vode jednu od najznačajnijih uloga u natjecanju na razini 3. Hrvatske nogometne lige skupina središte, u kojem su još sudjelovali klubovi iz Grada Zagreba, Karlovačke, Zagrebačke i Krapinsko-zagorske županije. U povijesti kluba značajna je i 1998., godina kada su, zbog reorganizacije natjecanja, samo tri prvoplasirana kluba tadašnje 3. lige ostala u rangu istog natjecanja. NK radoboj je kao četvrti, s bodom zaostatka, bio raspoređen u 1. županijsku nogometnu ligu. Među uspjehe NK Radoboja, svakako treba ubrojiti i one ostvarene u natjecanjima kupa u razdoblju od 1995. do 1998. Naime, Radoboj se četiri puta plasirao u finale kupa za područje Hrvatskoga zagorja i dva ga puta osvojio. Postizao je i zapažene rezultate na razini Zagrebačkog nogometnog saveza, kao što je npr. pobjeda nad tadašnjim drugoligašem Chromosom iz Zagreba rezultatom 5:3. Tomu treba pridodati i uspjehe koje su postigli pioniri i juniori, a što ih svrstava među najbolje sastave Krapinsko-zagorske županije. Jedna generacija pionira igrala je i u finalu kupa za područje Zagrebačke nogometne regije s vršnjacima iz Dinama Zagreb (tada NK Croatia). U borbi za finale prije toga pobijedili su pionire drugoligaša Karlovca.
Na obilježavanju 25. godišnjice postojanja kluba na svečanoj sjednici istaknuti su i neki detalji važni za organizaciju rada kluba:
Prilikom održavanja godišnjih skupština Kluba, uz isticanje uspjeha, odavala se počast onima koji su zauvijek otišli,a svojim su doprinosom ostavili neizbrisiv trag u dotadašnjem djelovanju NK Radoboj. To su bili ponajprije članovi Uprave: Milivoj Ranogajec (prvi predsjednik Kluba), Dušan Šemnički (tajnik), Vilim Jambrek, Rudolf Pospiš, Dragutin Pospiš, August Sirovec, Slavko Ciglar. Također to su i Stjepan Švaljek (trener), te igrači: Željko Strahinec, Vladimir Hmelina, Milivoj Ranogajec i Željko Kiseljak, te noviji članovi Uprave: josip Dunaj (predsjednik), Janko Jambrek (igrač i trener), Stjepan Kveštak (potpredsjednik), Julijus Tušek i Josip Grobotek.

### 2000. – 2004.
Početkom 2000. godine za predsjednika kluba izabran je Petar Košutić, a za dopredsjednika Vinko Rihtar. Oni na tim pozicijama ostaju do 2004. godine. 
Na Izvanrednoj skupštini održanoj 29. rujna 2004. za predsjednika kluba izabran je Zdenko Vidović. Uz njega u predsjedništvu su još: dopredsjednici Božidar Cerovečki i Josip Topolovec, tajnik Ivan Horvat, blagajnik Stjepan Poljak, članovi: Ivan Šemnički, Anđelko Topolovec, Stjepan Oraić, Ivan Vuzem, Mario Tušek, Ivan Vidović, Branko Putnik, Josip Pospiš, Zdravko Potočki, Mijo Jurinjak, Marijan Cerovečki i Dražen Šalković. U Nadzornom odboru su: Josip Horvat, Mijo i Josip Poljak, a u Stegovnoj komisiji: Ivan Šemnički, Mario Tušek i Anđečko Topolovec.

### Sezona 2014./2015.
NK Radoboj se u sezoni 2014./2015. natjecao u 1. međužupanijskoj ligi - središte Zagreb, koja je bila podijeljena u dva dijela natjecanja: jesenski i proljetni dio natjecanja.
NK Radoboj jesenski dio prvenstva otvorio je 30. kolovoza 2014. odigravši izjednačeno (1:1) protiv Ogulina, a zaključio pobjedom 2:0 protiv Lekenika 22. studenog 2014. Tijekom jesenskog dijela natjecanja Radoboj je ostvario 4 pobjede, 2 susreta odigrao je neriješeno, a nakon 9 susreta vartio se poražen. Protivničke mreže zatresao je 13 puta, a primio je 18 zgoditaka.
Prvu utakmicu proljetnog dijela natjecanja Radoboj je odigrao 1. ožujka 2015. na svom terenu protiv NK Ogulina pobjedom 1:0, a strijelac je bio Milovan Novaković. Zadnju, 16. utakmicu odigrao je 6. lipnja 2015. u Lekeniku, gdje je doživio težak poraz 5:1 od domaćina. Ukupno je odigrao 16 utakmica, od kojih je u devet pobijedio, četiri je izgubio, a tri odigrao neriješeno. Zabio je 23, a primio 18 zgoditaka.
Najveću pobjedu ostvario je protiv HNŠK Moslavine (4:0) 12. travnja 2015.,  a najveći poraz u iznosu od 1:5 doživio je dvaput: protiv Dinama 2. studenog 2014. i Lekenika 6. lipnja 2015.
| Natjecateljski dio | Pobjede | Neriješeno | Porazi | Gol-razlika | Osvojeni bodovi |
| ------------------ | ------- | ---------- | ------ | ----------- | --------------- |
| Jesen              | 4       | 2          | 9      | 13-18       | 14              |
| Proljeće           | 9       | 3          | 4      | 23-18       | 30              |
| Ukupno             | 13      | 5          | 13     | 47-36       | 44              |

## Vanjske poveznice
- Službene stranice